# Hedgehope Hill
Hedgehope Hill är ett berg i Storbritannien.   Det ligger i grevskapet och kommunen Northumberland i riksdelen England, i den centrala delen av landet, 500 km norr om huvudstaden London. Toppen på Hedgehope Hill är 714 meter över havet, eller 147 meter över den omgivande terrängen. Bredden vid basen är 1,7 km. Hedgehope Hill ingår i The Cheviot Hills.
Terrängen runt Hedgehope Hill är huvudsakligen kuperad.Runt Hedgehope Hill är det ganska glesbefolkat, med 27 invånare per kvadratkilometer. Närmaste större samhälle är Wooler, 10,0 km nordost om Hedgehope Hill. Trakten runt Hedgehope Hill består i huvudsak av gräsmarker.